# A24-es autópálya (Olaszország)
Az A24-es autópálya egy 166,5 km hosszúságú autópálya Olaszországban. Az út Lazio és Abruzzo régiókon halad keresztül. Fenntartója az Strada dei Parchi.